# Pierfranco Vianelli
Pierfranco Vianelli (* 20. Oktober 1946 in Provaglio d’Iseo) ist ein ehemaliger italienischer Radrennfahrer.

## Sportliche Laufbahn
Vianelli für als Amateur für den Verein Pedale Bresciano. Er errang bei den Olympischen Sommerspielen 1968 in Mexiko-Stadt die Goldmedaille im olympischen Straßenrennen und folgte damit in dieser Disziplin seinem Landsmann Mario Zanin. Seine Siegerzeit über die Distanz von 196 Kilometern betrug vier Stunden, 41 Minuten, 25 Sekunden und 24 Hundertstel, womit er 84 Sekunden vor dem zweitplatzierten Dänen Leif Mortensen lag. Darüber hinaus gewann er mit dem italienischen Team die Bronzemedaille im Mannschaftszeitfahren über 100 Kilometer.
Nach den Olympischen Spielen wechselte er ins Profilager und belegte bei der Tour de France 1969 den siebten Platz in der Gesamtwertung. 1970 wurde er Zweiter beim Giro dell’Appennino. Ein Jahr später gewann er die 17. Etappe beim Giro d’Italia, die auf der Kaiser-Franz-Josefs-Höhe des Großglockner endete, und erreichte in der Gesamtwertung den fünften Rang. 1973 beendete er seine aktive Laufbahn.